# Escheïta
L'escheïta és un mineral de la classe dels silicats que pertany al grup de la zorita. Rep el nom en honor del col·leccionista de minerals alemany Joachim Ernst Esche (nascut el 1951), el primer en trobar el mineral.

## Característiques
L'escheïta és un silicat de fórmula química Ca₂NaMnTi₅[Si₁₂O₃₄]O₂(OH)₃·12H₂O. Va ser aprovada com a espècie vàlida per l'Associació Mineralògica Internacional l'any 2018, i encara resta pendent de publicació. Cristal·litza en el sistema ortoròmbic.
L'exemplar que va servir per a determinar l'espècie, el que es coneix com a material tipus, es troba conservat a les col·leccions del museu de la Universitat de Milà, amb el número de catàleg: mcmgpg-h2018-002.

## Formació i jaciments
Va ser descoberta a les pedreres d'Aris, a Windhoek Rural (Regió de Khomas, Namíbia), l'únic indret de tot el planeta on ha estat descrita aquesta espècie mineral.